# Swen Papenbrock
Swen Papenbrock (* 27. Oktober 1960 in Kassel; † 10. März 2025) war ein deutscher Zeichner und Illustrator. Seit dem Jahreswechsel 1995/96 war Papenbrock einer der Zeichner für die Titelbilder der Perry-Rhodan- und Atlan-Serie und gestaltete seit 2005 Cover für das Rollenspiel Midgard.

## Leben und Wirken
Nach der Absolvierung der Grund- und Realschule begann Papenbrock eine Ausbildung zum Maler- und Lackierergesellen und später die Weiterbildung zum Maler- und Lackierermeister sowie die Ausbildung zum staatlich geprüften Designer in der Fachrichtung Farbe und Gestaltung und als Vergolder.
Aufgrund seiner zeichnerischen Aktivitäten übte er diesen Beruf jedoch nur sehr selten aus. Besonders prägte ihn der Gewinn eines Zeichenwettbewerbs in den Atlan-Heften 200, 202, 205 und 207. Für den Sieg des Wettbewerbes in Heft 202 erhielt er 100 DM. Dies spornte ihn an, weiter in dieser Richtung zu arbeiten. In der Folge zeichnete er über 420 Titelbilder und mehr als 610 Innenillustrationen für die Atlan- und Perry-Rhodan-Serie. Außerdem war er auch als Illustrator für diverse Bücher zum deutschen Pen-&-Paper-Rollenspiel Das Schwarze Auge tätig. Für das Perry-Rhodan-Sammelkartenspiel entwarf er ab 1996 über 80 Illustrationen. Darunter befanden sich einige Hauptakteure aus der Perry-Rhodan-Serie.
Papenbrock erlag am 10. März 2025 im Alter von 64 Jahren den Folgen einer langen Krebserkrankung.